# Sacsejador (instrument musical)
Un sacsejador, idiòfon sacsejat o idiòfon de sacsejament, és un tipus d'instrument musical de la família dels idiòfons que descriu un gran nombre d'instruments de percussió utilitzats per crear ritmes musicals. Són anomenats d'aquesta manera perquè el mètode més utilitzat per crear el so és moure'ls o agitar-los cap al davant i cap enrere en comptes de colpejar-los. De tota manera, alguns poden colpejar-se de vegades per crear accents en els ritmes.
Un sacsejador es compon d'un contenidor, parcialment ple de petits objectes com poden ser grans o llavors que creen sons quan xoquen entre ells, amb l'interior del contenidor o amb altres objectes fixes dins d'aquest - per exemple en un pal de pluja o en un cashishi (caxixi). També poden contenir parts mòbils que xoquen unes amb unes altres quan s'agiten; per exemple una pandereta o un shekere.